# Elinor Glyn
Elinor Glyn (también conocida como Elinor Sutherland; islas del Canal, Reino Unido; 17 de octubre de 1864-Chelsea, Reino Unido; 23 de septiembre de 1943) fue una novelista y guionista británica que se especializó en ficción romántica que fue considerada escandalosa para su época. Ella popularizó el concepto de "It". A pesar de que sus trabajos son relativamente monótonos de acuerdo a los estándares modernos, tuvo una gran influencia en la cultura popular de comienzos del siglo XX y, tal vez, en la carrera de notables estrellas de Hollywood como Rodolfo Valentino, Gloria Swanson y Clara Bow en particular.

## Primeros años
Elinor Sutherland nació el 17 de octubre de 1864 en Saint Helier, Jersey, en las Islas del Canal. Fue la hija más joven de Douglas Sutherland (1838-1865), un ingeniero civil de ascendencia escocesa, y de su esposa Elinor Saunders (1841-1937), proveniente de una familia anglofrancesa que se había establecido en Canadá. Se decía que su padre tenía parentesco con el Lord Duffus.
Su padre murió cuando ella tenía dos meses de edad, y su madre regresó a la casa de sus padres en Guelph, en lo que en ese entonces era Alto Canadá, Norteamérica británica (ahora Ontario, Canadá), con sus dos hijas. Allí la joven Elinor fue educada por su abuela, Lucy Anne Saunders (también conocida como Lucy Anne Willcocks). Esta fue la hija de Sir Richard Willcocks, una figura clave en la temprana fuerza policial irlandesa, quien suprimió la rebelión de 1803 que Robert Emmet impulsó. El hermano de Richard Joseph Willcocks también se estableció en Alto Canadá, publicando el Upper Canada Guardian, una de las primeras publicaciones de oposición, buscando libertad, y muriendo como un rebelde en 1814. La abuela angloirlandesa instruyó a la joven Elinor de acuerdo a la sociedad de clase alta. Este entrenamiento no solo le brindó la entrada a los círculos aristocráticos en su regreso a Europa, también la llevó a ser considerada una autoridad en estilo y clase cuando trabajó en Hollywood en los años 1920.
La hermana mayor de Elinor creció para convertirse en Lucy, Lady Duff-Gordon, famosa diseñora de moda también conocida como "Lucile". La madre de Elinor volvió a casarse en 1871 con David Kennedy, y la familia regresó a Jersey cuando Elinor tenía ocho años de edad.

## Matrimonio y autoría
A los 28 años, una hermosa Elinor de ojos verdes y cabello rojizo pero sin dote contrajo matrimonio el 27 de abril de 1892. Su esposo fue Clayton Louis Glyn (13 de julio de 1857 - 10 de noviembre de 1915), terrateniente de Essex y abogado (barrister) rico pero derrochador, quien descendía de Sir Richard Carr Glyn, un Lord alcalde de Londres del siglo XVIII. La pareja tuvo dos hijas, Margot y Juliet, pero el matrimonio naufragó por incompatibilidad mutua.
Elinor se inició en la escritura en 1900, comenzando con un libro basado en cartas a su madre. Su matrimonio era problemático, y Elinor comenzó a tener aventuras con varios aristócratas británicos. Su libro Three Weeks trata de una exótica reina balcánica que seduce a un joven aristócrata británico. Se cree que fue inspirado en su affaire con Lord Alistair Innes Ker de 16 años de edad, hermano del Duque de Roxburgo; lo cual generó un escándalo dentro de la sociedad eduardiana. Ella tuvo también una aventura prolongada entre los años 1907 y 1916 aproximadamente, con George Nathaniel Curzon, primer Marqués Curzon de Kedleston. Elinor fue retratada por el afamado pintor Philip de László a la edad de 48 años.
Desde mediados de 1908, al caer su esposo en deudas excesivas, Elinor escribió al menos una novela por año para mantener su estándar de vida. Su esposo murió en noviembre de 1915, a la edad de 58 años, luego de muchos años de enfermedad.

## Bibliografía

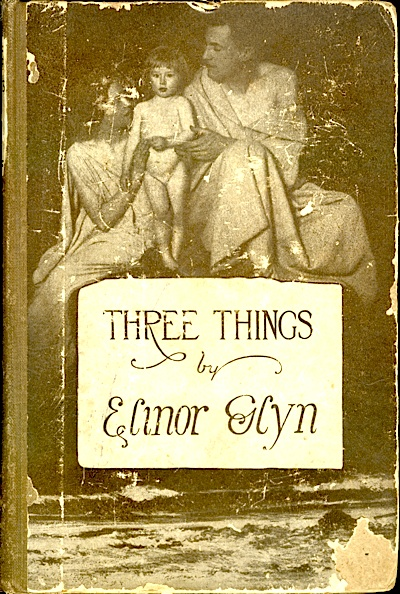
Cubierta de la edición de 1915 de Three Things